# Мурзин, Николай Николаевич

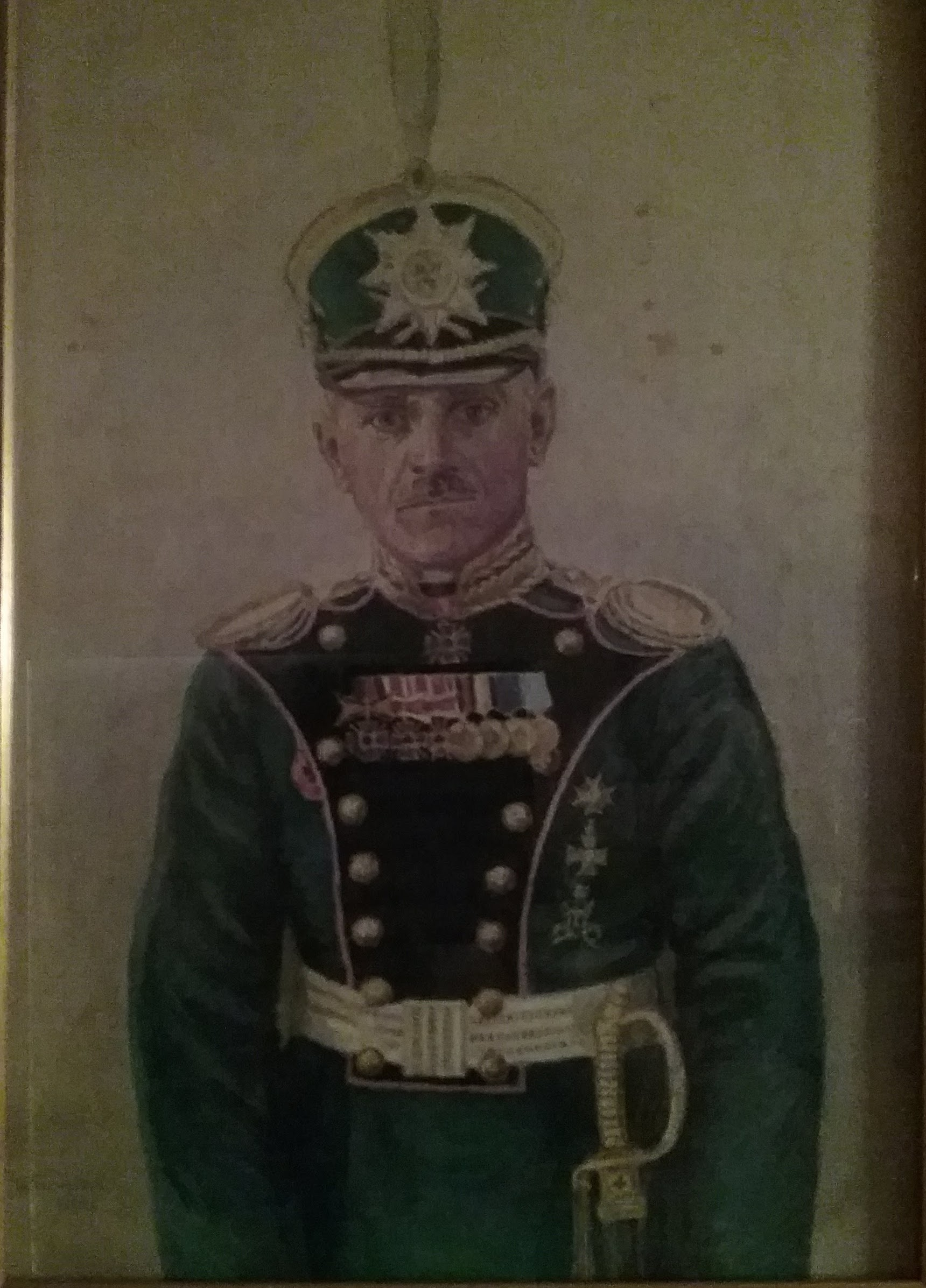

- Никола́й Никола́евич Мурзи́н (1886 — 1978) — капитан лейб-гвардии 1-го мортирного арт. дивизиона, герой Первой мировой войны, участник Белого движения.

## Биография
Из потомственных дворян Воронежской губернии. Сын штабс-капитана.
Окончил Хабаровский кадетский корпус (1905) и Константиновское артиллерийское училище (1908), откуда выпущен был подпоручиком с прикомандированием к лейб-гвардии 3-й артиллерийской бригаде.
31 июля 1909 года переведен в лейб-гвардии 3-ю артиллерийскую бригаду, а 30 июля 1910 года — в Гвардейский мортирный артиллерийский дивизион. Произведен в поручики 6 декабря 1911 года.
В Первую мировую войну вступил с лейб-гвардии мортирным артиллерийским дивизионом. Произведен в штабс-капитаны 30 июля 1915 года «за выслугу лет». Пожалован Георгиевским оружием
За то, что, будучи в чине штабс-капитана, в бою 26 июля 1916 года занял наблюдательный пункт на высоте 90,1 в ходе сообщения, в 300 саженях от передовых пехотных окопов и, находясь в положении явной опасности, в течение всего боя под сосредоточенным ружейным, пулеметным и артиллерийским огнём, блестяще и мужественно руководил своей батареей. Такими действиями штабс-капитан Мурзин в полной мере способствовал Измайловцам прорыву, с небольшими потерями, укрепленной позиции противника и захвату её.
Произведен в капитаны 28 декабря 1916 года. В 1917 году — полковник, командир 1-й батареи 1-го мортирного артиллерийского дивизиона.
В Гражданскую войну участвовал в Белом движении в составе Вооруженных сил Юга России и Русской армии. В июле 1919 года — командир мортирной батареи гвардейской артиллерии. Эвакуировался из Крыма в ноябре 1920 года. Галлиполиец.
Осенью 1925 года — в составе Гвардейского отряда в Югославии. Состоял членом Общества офицеров-артиллеристов, председателем объединения лейб-гвардии 1-го мортирного артиллерийского дивизиона, а также представителем объединения лейб-гвардии Тяжелого мортирного артиллерийского дивизиона в Югославии. В годы Второй мировой войны служил в Русском корпусе. Был в 1-м полку, с 1 апреля 1942 года был назначен командиром 8-й роты 3-го полка. В 1944 году командовал артиллерийским взводом 3-го полка, с которым отличился в бою у Йошаничкой Бани в ночь на 8 сентября 1944. С 26 октября 1944 назначен командиром артиллерийской роты Сводного полка (в чине гауптмана). По окончании войны находился в лагере Келлерберг.
В 1951 году переехал в США. Был членом Союза чинов Русского корпуса. Скончался в 1978 году в Нью-Йорке; похоронен в штате Мэн. 

## Семья
Жена Елизавета Васильевна также служила в Русском корпусе, умерла в 1965 году в Ричмонде. Супруги имели двоих детей:
- Николай, окончил Первый Русский кадетский корпус (1936), служил в Русском корпусе, подпоручик. На 1982 год — в США.
- Валентина, в замужестве Донцова.

## Награды
- Орден Святой Анны 3-й ст. с мечами и бантом (ВП 17.10.1914)
- Орден Святого Станислава 2-й ст. с мечами (ВП 12.02.1915)
- Орден Святой Анны 2-й ст. с мечами (ВП 26.04.1915)
- Орден Святого Владимира 4-й ст. с мечами и бантом (ВП 18.05.1915)
- Орден Святой Анны 4-й ст. с надписью «за храбрость» (ВП 4.09.1915)
- Орден Святого Станислава 3-й ст. с мечами и бантом (ВП 30.12.1916)
- Георгиевское оружие (ПАФ 4.03.1917)